# Il terrore dalla sesta luna (romanzo)
Il terrore dalla sesta luna (titolo originale The Puppet Masters) è un romanzo di fantascienza del 1951 scritto da Robert A. Heinlein.
È una delle prime storie lunghe di Heinlein e in essa mancano gli approfondimenti su tematiche sociali che diventeranno l'elemento distintivo della sua produzione matura.
Il romanzo evoca un senso di paranoia e Heinlein esplicita ripetutamente l'analogia tra i parassiti che controllano la mente e i comunisti russi, riecheggiando la seconda paura rossa prevalente negli Stati Uniti.
Due scene sono particolarmente inquietanti in The Puppet Masters: quella in cui i membri del "Servizio" creato privatamente dal Presidente, tengono sotto tiro l'intera compagine di entrambe le Camere del Congresso e procedono a cercare i traditori tra loro, e quella in cui dei vigilanti armati vagano per le strade alla ricerca di traditori e uccidono impunemente a chiunque sospettino di esserlo. Entrambe le scene hanno senso nel contesto dell'ambientazione fantascientifica del libro, ed entrambe sono molto spaventose se applicate alla vera vita americana. 
Il libro riprende il tema, allora comune, degli avvistamenti di UFO; la trama parte dal presupposto che i "dischi volanti" avvistati negli anni '50 facessero parte di una ricognizione preliminare della Terra, effettuata dagli extraterrestri in preparazione di un'invasione vera e propria sessant'anni dopo.
Nel 1994 ne è stata realizzata una trasposizione cinematografica omonima per regia di Stuart Orme, con Donald Sutherland nel ruolo di protagonista.

## Storia editoriale
Il romanzo originale di Heinlein, che era di 96.000 parole, fu ridotto a circa 60.000 parole sia per l'edizione in volume, pubblicata dalla Doubleday nel dicembre del 1951, sia per quella a puntate di Galaxy Science Fiction (settembre, ottobre, novembre 1951). 
Per la versione di Galaxy il curatore H. L. Gold operò anche un'ampia riscrittura, senza il consenso di Heinlein.
Nel 1990, due anni dopo la morte di Heinlein, con il consenso della vedova Virginia Heinlein, ne venne pubblicata una versione ampliata che comprende materiale che era stato tagliato nella vecchia edizione perché, nel 1951, il libro era stato ritenuto troppo lungo e controverso per il mercato.
La versione integrale, decenni più tardi, non sembrava più così audace come nel 1951.
Ad esempio, la versione integrale del libro inizia con Sam che si sveglia a letto con una bionda che aveva casualmente rimorchiato la sera prima senza nemmeno preoccuparsi di imparare il suo nome, nella vecchia edizione era stata omessa ogni menzione su di lei.
La versione del 1951 chiarisce che gli uomini posseduti dagli invasori perdono ogni impulso sessuale - un elemento essenziale nelle prime parti della trama - ma l'editore originale ha completamente tagliato ogni riferimento al fatto che, quando i "burattinai" scoprono la sessualità umana, intraprendono orge selvagge, trasmesse in diretta in TV nelle aree sotto il loro controllo; 
anche tutti i riferimenti all'Unione Sovietica sono stati eliminati.

## Ambientazione
Il romanzo inizia nel 2007, dopo una guerra nucleare tra l'Unione Sovietica e il blocco occidentale che ha lasciato entrambe le parti, ancora in piedi anche se malconce, di nuovo in uno stato di Guerra fredda. 
Washington e altre città degli Stati Uniti, devastate dagli attacchi nucleari, erano state completamente ricostruite. 
L'Unione Sovietica e la Cina sono unite in un unico blocco dominato da Mosca, la netta spaccatura sino-sovietica della fine degli anni '50 non si è mai verificata.
I costumi sociali sono un po' cambiati, in un senso tipico della narrativa di Heinlein (vale a dire sono diventati più liberali, ad esempio i contratti di matrimonio sono possibili con termini fissi, ecc.) e le pistole laser e le auto volanti personali sono diventate di uso comune. 
Le armi a proiettile sono ancora in possesso di alcuni privati cittadini, ma sono considerate obsolete dai professionisti. 
Esistono stazioni spaziali e sono state fondate colonie sul pianeta Venere (rappresentato, come era comune nella fantascienza dell'epoca, come un pianeta tropicale abitabile dagli esseri umani). 
Esiste un farmaco che favorisce lo stato di veglia, noto come "tempus fugit", che la maggior parte degli agenti tiene a portata di mano. Sebbene non sia considerato assuefacente, produce una leggera euforia, ma viene utilizzato principalmente perché può allungare la percezione soggettiva del tempo dell'utente "di un fattore di dieci o più".
La tecnologia spaziale è molto più avanzata rispetto al primo decennio del XXI secolo; ad esempio, nell'ultima scena, un'astronave da guerra viene inviata in un viaggio di dodici anni su Titano, dotata non solo di supporto vitale per un equipaggio numeroso, ma anche di armamenti sufficienti per affrontare da sola un intero mondo.
Tuttavia, i satelliti per le comunicazioni non sono ancora stati presi in considerazione e le trasmissioni televisive sono ancora limitate alla linea di vista, come accadeva quando il romanzo fu scritto. Questo è di fondamentale importanza per la trama: il territorio degli Stati Uniti è suddiviso in numerosi blocchi di trasmissione, che ricevono le trasmissioni televisive dai loro vicini e le ritrasmettono ad altri; quando gli invasori conquistano uno di questi isolati, riescono a controllare di fatto tutte le comunicazioni al suo interno e possono isolarne gli abitanti dal mondo esterno, negare al governo centrale qualsiasi accesso e consolidare il controllo a loro piacimento.
Il presidente in carica, al suo secondo mandato, aveva istituito subito dopo la sua prima elezione una nuova agenzia di intelligence, nota come Sezione. La sua creazione non è mai stata autorizzata dal Congresso e la sua esistenza è tenuta segreta, essendo finanziata da somme dirottate da voci di bilancio apparentemente innocue. Ha una sede centrale sotterranea camuffata a Washington, e una rete di filiali altrettanto camuffate in tutti gli Stati Uniti. A differenza degli ambiti chiaramente delimitati dell'FBI e della CIA, la Sezione svolge un'intensa attività di spionaggio in territorio sovietico, ma conduce anche operazioni all'interno degli Stati Uniti. Se gli venisse ordinato, i suoi agenti sarebbero pronti a sparare e uccidere cittadini americani sul suolo statunitense. Il direttore della sezione, che era stato il responsabile della campagna elettorale del presidente, è universalmente chiamato "Il Vecchio". Solo gradualmente il lettore scopre che lui è il vero padre del protagonista.

## Trama
Il 12 luglio 2007 al quartier generale del "Servizio" arriva una singolare segnalazione: qualcuno ha visto atterrare un disco volante nell'Iowa. L'agente "Sam" viene immediatamente allertato dal "Vecchio", che dirige la baracca: le autorità locali parlano di uno scherzo, ma sei agenti sono stati inviati per controllare, e nessuno di loro ha ancora fatto arrivare un rapporto convincente. Il Vecchio decide di prendere in mano direttamente la questione ed indagare di persona, e si reca sul posto con Sam e Mary, altra agente del Servizio, a cui Sam non riesce a restare indifferente. Sarà proprio questa caratteristica di "Mary" ad indirizzare l'indagine nella giusta direzione: scoprono così un misterioso parassita che sembra in grado di prendere il totale controllo delle persone su cui si installa. Riescono a catturarne uno che però muore nel trasporto, per cui quando si recano dal Presidente per metterlo al corrente direttamente del pericolo non ottengono molto credito. Una seconda spedizione mandata per procurarsi un filmato dell'infestazione fallisce, ma uno dei componenti viene infestato da un parassita, che poi si installa su "Sam". Quest'ultimo riesce a fuggire dai controlli, partecipando contro la sua volontà ai piani degli organismi alieni per diffondersi tra gli esseri umani, fino a quando il Vecchio riesce a catturarlo, recuperando vivo anche il parassita che lo aveva infettato. Una volta ristabilito, Sam può quindi spiegare al Vecchio come le persone infettate si muovono, e cosa abbia fatto per estendere il contagio. Ma al Vecchio serve di più, e sa come fare per ottenerlo: vuole che Sam venga reinfettato per poter interrogare direttamente il parassita. Usando la minaccia di utilizzare Mary nel ruolo di ospite il Vecchio obbliga Sam alla collaborazione, e in questo modo recupera dati interessanti, compresa la reale provenienza degli invasori: Titano, la sesta luna di Saturno. Sam, una volta liberato, esasperato per essere stato usato reagisce violentemente, ma di fronte ai risultati raggiunti alla fine cambia idea, scusandosi anche con Mary per averla accusata di essersi prestata al ricatto.
A questo punto il materiale raccolto riesce a convincere del terribile pericolo anche le alte sfere di Washington, ma l'infestazione ha oramai colpito in profondità, e dopo aver scoperto che anche l'entourage del Presidente non è più immune, vengono messe in campo contromisure estreme. Una prima operazione di controffensiva in profondità fallisce miseramente, e Sam ne approfitta per sposare Mary e passare con lei una breve vacanza in una zona sicura. Ma non esiste più sicurezza, e stavolta tocca a Mary finire preda di un parassita, da cui Sam riuscirà a salvarla solo a prezzo di una lotta senza esclusione di colpi. Al ritorno sul campo la situazione risulterà essersi volta al peggio, ma dopo la cattura di un disco volante appena atterrato Mary vedrà riaffiorare ricordi del suo passato, che si riveleranno preziosi per mettere a punto un'arma in grado di debellare il nemico. Da bambina infatti, quando viveva su una colonia extraterrestre, era già stata coinvolta in un tentativo poi fallito di infestazione dei parassiti venuti da Titano, salvandosi solo grazie ad una malattia locale in grado di colpire entrambe le specie, da cui era riuscita a sopravvivere. Nella vittoriosa controffensiva, messa a punto grazie alle nuove informazioni, toccherà a Sam salvare il Vecchio caduto sotto il controllo di un parassita.
Nel finale, anni dopo, Sam e Mary partono con una spedizione diretta a Titano, per il contrattacco.

## Personaggi
SamVero nome Elihu Nivens. Agente capace ed intraprendente, come da selezione del Servizio voluta dal Vecchio: perché chi non è all'altezza, non ritorna. È il classico eroe di Heinlein, dotato di molti talenti, indipendente, ferocemente leale con gli amici e implacabile con i nemici. Ha circa trent'anni, ma ha cambiato aspetto così tante volte che persino lui ha dei dubbi su come appariva in origine.
MaryNome originario Allucquere. Agente del Servizio dotata di forte sex appeal. Nata in una comunità religiosa in Antartide e cresciuta su Venere, è la classica eroina di Heinlein: bella, rossa di capelli, pragmatica e brillante. Sam la descrive come dotata di "la classica struttura cranica da sauro di una rossa che si rispetti. ". Il suo aspetto professionale nasconde cicatrici psicologiche causate dal suo incontro con gli alieni da bambina. Solo il Vecchio conosce la verità su di lei, grazie alla profonda analisi ipnotica a cui tutti gli agenti devono sottoporsi.
Il Vecchionato Andrew Nivens, è il capo di un'agenzia governativa segreta che egli vorrebbe non esistesse, e fa il suo lavoro con riluttanza perché nessun altro lo farebbe come si deve. Rappresenta il terzo dei tipi di personaggio preferiti da Heinlein, il "vecchio saggio e scontroso", come Jubal Harshaw, Professor Bernardo de la Paz, Johann Sebastian Bach Smith, "Kettle Belly" Baldwin e Lazarus Long quando è avanti negli anni.

## Critica
Boucher e McComas hanno definito The Puppet Masters "un melodramma di intrighi fragorosamente emozionante", sottolineando che Heinlein ha mostrato "non solo le sue solite virtù di logica chiara, rigoroso lavoro sui dettagli e padronanza dell'esposizione indiretta", ma anche capacità inaspettate come "una sorprendente abilità negli espedienti di suspense [e] una potente inventiva nella trama".
P. Schuyler Miller, osservando che nel romanzo "alcune delle situazioni culminanti ... sembrano essere telegrafate" ha suggerito che Heinlein ha elaborato l'ambientazione con tanta meticolosa attenzione ai dettagli che si può dedurre la natura degli alieni prima che lo facciano i suoi personaggi.
Nella sua rubrica "Books" per The Magazine of Fantasy & Science Fiction, Damon Knight ha selezionato il romanzo come uno dei dieci migliori libri di fantascienza degli anni '50.

Il libro è stato recensito anche nel numero del 15 giugno 1951 di Kirkus Reviews dove il recensore ha scritto:

## Edizioni
(parziale)
- (EN) Robert Anson Heinlein, The Puppet Masters (parte prima di tre), in Galaxy Science Fiction, illustrato da Don Sibley, settembre 1951,  pp. 5-66. URL consultato il 6 dicembre 2024. Ospitato su Internet Archive.

- Robert Anson Heinlein, Il terrore dalla sesta luna (ePub), collana I romanzi di Urania, traduzione di Maria Gallone, n. 5, Arnoldo Mondadori Editore, 10 dicembre 1952. URL consultato il 6 dicembre 2024. Ospitato su Internet Archive.

- Robert Anson Heinlein, Il terrore dalla sesta luna, collana Urania Millemondiestate, traduzione di Maria Gallone, n. 11, Arnoldo Mondadori Editore, giugno 1977.

- Robert Anson Heinlein, Il terrore dalla sesta luna, collana Oscar Fantascienza, traduzione di Piero Anselmi, n. 91, Mondadori, 1990, ISBN 88-04-34103-3.